# Musha-Inseln
Die Musha-Inseln (arabisch, französisch Îles Moucha, auch: Maskali Islands) sind ein kleines Archipel von Koralleninseln und Riffen Dschibutis im Golf von Tadjoura. Der Archipel liegt etwa fünfzehn Kilometer nördlich der Hauptstadt von Dschibuti, Dschibuti-Stadt, und gehört zum Hauptstadtbezirk, speziell zum Sechsten Arrondissement (Arrondissement du Plateau), das sich mit der commune Ras-Dika deckt. Zu den inseln gehören neben der Hauptinsel Musha die unbewohnten Inseln Maskal (anderthalb Kilometer westlich) und die Île du Large (700 Meter südlich). Rund um den Archipel erstrecken sich weitere Riffe, zwischen der Insel Musha und der Île du Large besteht nur eine seichte Lagune.
Die Inseln sind vor allem für ihre Mangrovengebiete, ihre vielfältige Unterwasserwelt und Tauchgebiete bekannt. Sie sind als Schutzgebiet ausgewiesen und auf der Musha befindet sich der Moucha Airport (IATA: MHI, ICAO: HDMO) und ein Leuchtturm.